# Anchanchu
 (août 2023).
Dans la mythologie aymara, Anchanchu (aussi appelé Janchanchu) est un terrible démon qui hante les grottes, les rivières ainsi que d'autres lieux isolés. 

Il est étroitement lié au dieu Uru Tiw.